# Mission des Nations unies au Népal
La Mission des Nations unies au Népal (MINUNEP, en anglais : United Nations Mission in Nepal, ou UNMIN) est une mission politique et d’appui pour la consolidation de la paix et a été créée à la suite de l'adoption à l'unanimité, le 23 janvier 2007, par le Conseil de sécurité, de la résolution 1740 (2007).
Le Conseil de sécurité entend ainsi faire respecter l'Accord de paix global signé par le Gouvernement népalais et le Parti communiste népalais (maoïste), surveiller la gestion des armements et aider à l'organisation de l'élection d'une Assemblée constituante.
Ian Martin (Royaume-Uni) a été nommé par Ban Ki-moon, représentant spécial du secrétaire général pour le Népal et chef de la mission. Cet ancien secrétaire général d'Amnesty International était depuis le mois d'août 2006 le représentant personnel de Kofi Annan au Népal.
La mission a pris fin le 15 janvier 2011.